# Henri Sauguet
Henri Sauguet (* 18. Mai 1901 in Bordeaux; † 22. Juni 1989 in Paris) war ein französischer Komponist.

## Leben
Henri Sauguet wurde als Henri-Pierre Poupart geboren, übernahm jedoch den Geburtsnamen seiner Mutter als Pseudonym bzw. Künstlernamen. Bereits mit 5 Jahren erhielt er Klavierunterricht, zunächst von seiner Mutter Elisabeth. Später bekam Sauguet Orgelunterricht, u. a. von Paul Combes, Organist an Nôtre-Dame in Bordeaux. Im Alter von 15 Jahren wurde er selbst Organist an der Kirche Saint-Vincent in Floirac nahe Bordeaux. Die Kriegszeit verhinderte den geplanten Eintritt in das Konservatorium von Bordeaux.
Nach dem Ersten Weltkrieg wurde der durch seine Chants d'Auvergne bekannt gewordene Komponist Joseph Canteloube auf Sauguet aufmerksam, bot ihm Unterricht an und verschaffte ihm auch eine Stelle als Sekretär bei der Präfektur seines Wohnsitzes Montauban. Sauguet entwickelte dadurch selbst Interesse an der Volksmusik seiner Heimat, war aber auch von den Zielen der französischen Komponistengruppe „Groupe des Six“ überzeugt. Nach Bordeaux zurückgekehrt, gründete er dort gemeinsam mit Louis Emié und Jean-Marcel Lizotte eine „Groupe des Trois“, deren erstes Konzert am 12. Dezember 1920 stattfand. Das Konzert begann mit Werken von Komponistenkollegen der „Groupe des Six“, es folgte Musik von Erik Satie aus Parade und der „Groupe des Trois“. Henri Sauguet spielte dabei seinen Danse nègre sowie die Pastorale pour piano.

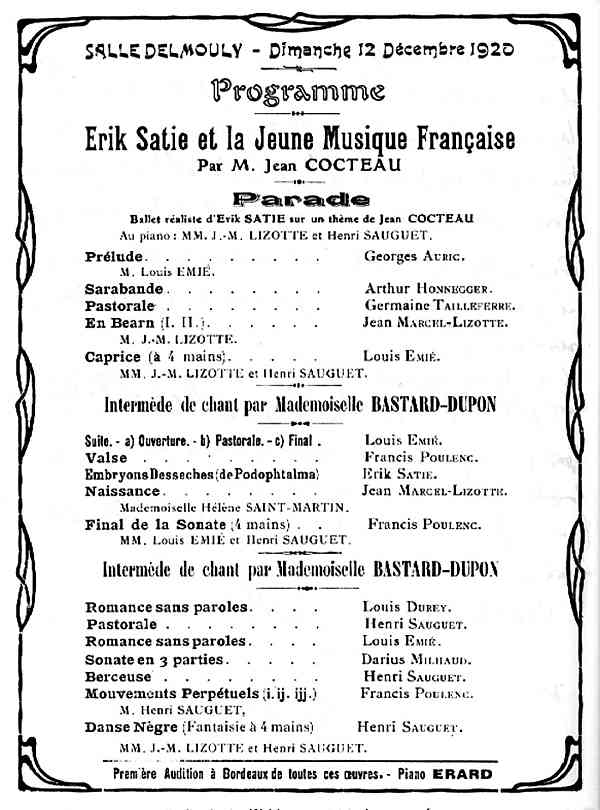
Konzertprogramm vom 12. Dezember 1920 in Bordeaux

Auf Einladung von Darius Milhaud ging Sauguet 1921 nach Paris und lernte dort das neueste Werk der Groupe des Six – die Gemeinschaftskomposition Les mariés de la Tour Eiffel – sowie den Pierrot lunaire von Schönberg kennen. 1922 übersiedelte er endgültig nach Paris, übernahm dort Gelegenheitsarbeiten, u. a. als Sekretär im Guimet Museum und bildete sich vorwiegend autodidaktisch weiter, nahm jedoch auch Privatunterricht bei Charles Koechlin. 1923 begründete er gemeinsam mit den jungen Musikern Henri Cliquet-Pleyel, Roger Désormière und Maxime Jacob die (allerdings nur kurzlebige) „Ecole d'Arcueil“ („Schule von Arcueil“). Diese sah Erik Satie gewissermaßen als ihren Schutzpatron an (Satie lebte im Pariser Vorort Arcueil), und konnte dank dessen Unterstützung am 25. Oktober 1923 im Théâtre des Champs-Elysées ihr erstes Konzert veranstalten.
Einen ersten größeren Erfolg erlebte Sauguet 1924 mit der Opéra bouffe Le plumet du Colonel, die gemeinsam mit Strawinskis Histoire du soldat aufgeführt wurde. 1927 schrieb er im Auftrag von Djagilew das Ballett La chatte. Im gleichen Jahr begann er mit der Arbeit an seiner ersten großen Oper La Chartreuse de Parme, die allerdings erst 1936 fertiggestellt wurde. 1934 wurde sein 1. Klavierkonzert mit Clara Haskil als Solistin uraufgeführt. 
Sauguets zunehmende Erfolge als Komponist ermöglichten ihm 1930 die Aufgabe seiner bisherigen Tätigkeiten bei verschiedenen Firmen und einem Musikverlag. Seitdem arbeitete er vorwiegend als freischaffender Komponist und war zeitweilig auch als Musikkritiker und Dirigent tätig. Neben vielen Kompositionen für die Bühne waren auch zahlreiche Kompositionen für den Film eine wichtige Einkommensquelle. Bisher vorwiegend durch eher unterhaltsame Ballettmusiken bekannt geworden – 1945 wurde sein wohl erfolgreichstes Ballett Les forains uraufgeführt – schloss Sauguet kurz danach die ernste 1. Sinfonie ab, die dem Gedächtnis der Opfer des Zweiten Weltkrieges gewidmet ist und den Titel Symphonie expiatoire (Sühnesinfonie) trägt. 

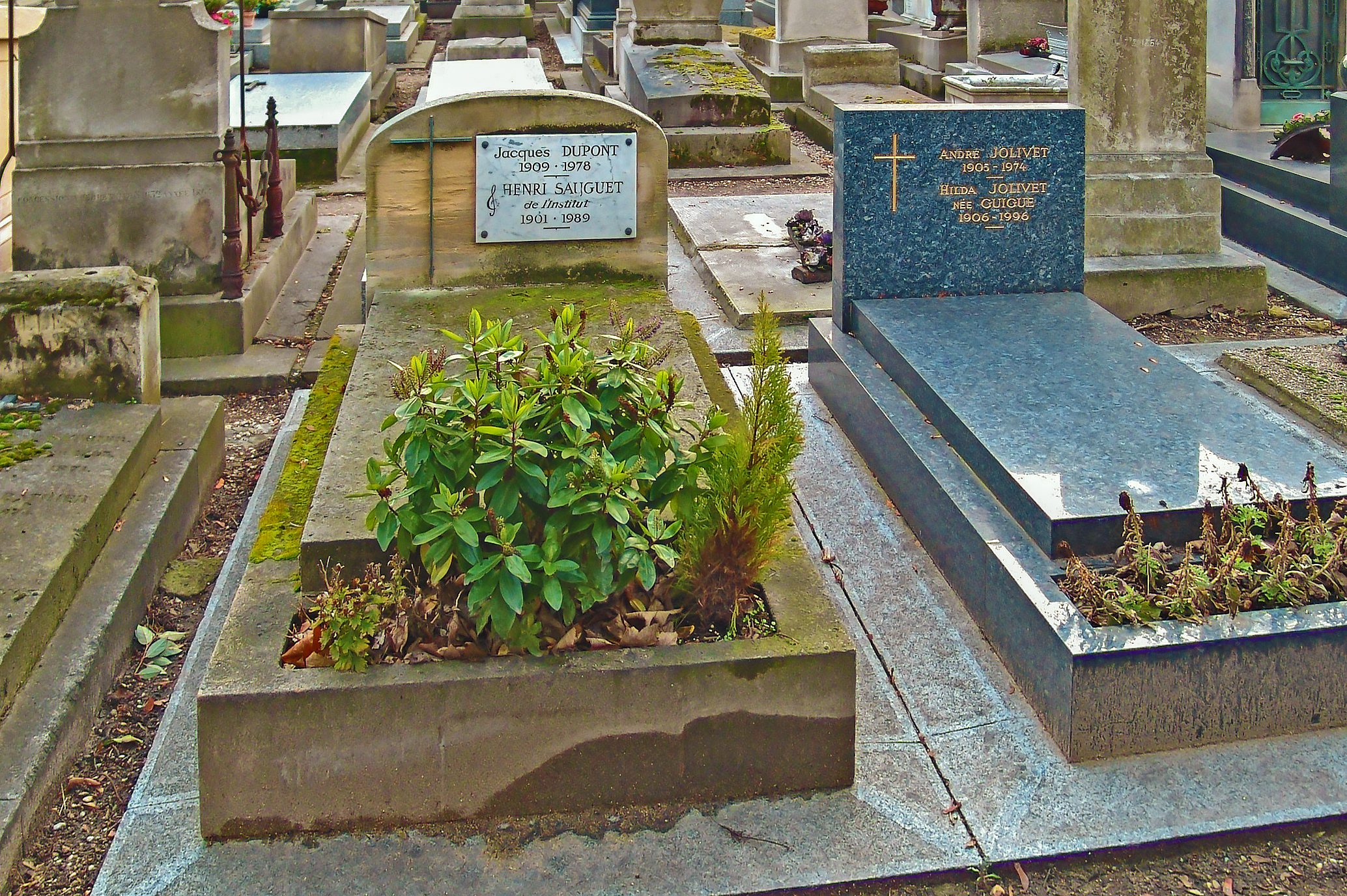
Grabstätte von Henri Sauguet, Cimetière de Montmartre, Paris

In den folgenden Jahrzehnten entstanden zahlreiche weitere Kompositionen, insbesondere für die Bühne, jedoch auch für Film, Rundfunk und Fernsehen. 1951 wurde er als Ehrenmitglied in die American Academy of Arts and Letters gewählt. 1976 wurde Sauguet Mitglied der Académie des Beaux-Arts als Nachfolger seines verstorbenen Freundes Darius Milhaud. Henri Sauguet verstarb 1989 während eines Pariser Musikfestes. Sein Grab befindet sich auf dem Pariser Cimetière de Montmartre, das er mit seinem Lebensgefährten, dem Bühnenmaler Jacques Dupont, teilt. 
Sauguet verfasste eine Autobiographie unter dem Titel „La musique, ma vie“.

## Werk
Stilistisch war Sauguet stark beeinflusst durch Satie und Koechlin, aber auch Milhaud und Francis Poulenc (zeitweilig galt er geradezu als siebtes Mitglied der „Groupe des Six“). Mit Poulenc verband ihn auch die Fähigkeit, unmittelbar nacheinander eher Leichtgewichtiges und Tiefgründiges zu komponieren. Neben neoklassizistischen sind in seiner Musik auch neoromantische Züge vorhanden. Sauguet blieb der Tonalität verpflichtet und konnte den avantgardistischen Strömungen nach dem Zweiten Weltkrieg wenig abgewinnen, wenn er auch vorübergehend mit Musique concrète experimentierte, und im Studio von Pierre Schaeffer sogar ein rein elektronisches Werk schuf. 
Sauguet ist Komponist von 5 großen Opern und zahlreichen Bühnen- bzw. Ballettmusiken. Hinzu kommen 4 Sinfonien: 1. Sinfonie (Symphonie expiatoire, 1945), 2. Sinfonie (Symphonie allégorique, Les saisons für Chor, Kinderchor, Soli und Orchester, 1949), 3. Sinfonie (1954), 4. Sinfonie (Troisième âge, 1971). Weiterhin schrieb Sauguet u. a. 3 Klavierkonzerte, ein Cellokonzert (1963), 3 Streichquartette, Geistliche Musik, Filmmusik und Lieder.

## Filmografie (Auswahl)
- 1933: Der Falschspieler (L'épervier)
- 1943: Die ehrbare Catherine (L'honorable Catherine)
- 1944: Ruf der Berge (Premier de cordée)
- 1946: Farrébique
- 1948: Die liebestolle Stadt (Clochemerle)
- 1949: Zwischen 11 und Mitternacht (Entre onze heures et minuit)
- 1950: Manege frei (Au revoir, Monsieur Grock)
- 1956: Der große Verführer (Don Juan)
- 1959: Du bist Petrus (Tu es Pierre)